# Micropsectra paralaccophilus
Micropsectra paralaccophilus е насекомо от разред Двукрили (Diptera), семейство Хирономидни (Chironomidae). Съществува ендемично във Финландия.